# Regulus
Regulus（レグルス）は日本のアダルトゲームブランドである。

## 概要
2015年1月30日にPC版アダルトゲーム「1/7の魔法使い」を発売。それに合わせて創芸社クリア文庫からライトノベルを出版。
2016年11月には全年齢対象のスマホ版が配信開始された。

## 作品
- 1/7の魔法使い - 2015年1月30日発売[3]